# Cosniciu de Jos
Cosniciu de Jos – wieś w Rumunii, w okręgu Sălaj, w gminie Ip. W 2011 roku liczyła 661 mieszkańców.